# Fugloy
Fugloy là 1 đảo nhỏ của Quần đảo Faroe, nằm ở phía cực đông của quần đảo. Tên đảo theo tiếng Faroe nghĩa là đảo chim, vì có rất nhiều chim làm tổ trên các vách đá của đảo. Diện tích của đảo Fugloy chỉ có 11,2 km², với 44 cư dân (năm 2007), ngụ ở 2 thôn Kirkja trên bờ phía nam và Hattarvík trên bờ phía đông. Ở bờ phía đông có vách đá thẳng đứng Eystelli, gần đó có tháp hải đăng.

## Đời sống
Ngày nay cư dân ở đảo sống bằng nghề đánh cá, bắt chim và nghề nông. Điện khí được đua vào từ thập niên 1960. Thập niên 1980 đã xây dựng 1 đường từ thôn Kirkja tới thôn Hattarvík và thêm 1 tuyến đường trực thăng của hãng Atlantic Airways tới đảo mỗi tuần 3 chuyến. Tàu bưu điện Másin từ Hvannasund tới đảo mỗi ngày 2 chuyến. Vào đầu thế kỷ 20, số dân của đảo lên tới khoảng 250 - 300 người, ngày nay phần lớn dân đã dời sang các đảo khác, chỉ còn lại chưa tới 50 người.

## Huyền thoại
Đảo Fugloy đã có người cư ngụ từ thời đại Viking. Theo huyền thoại thì có 1 nhóm người ly khai nổi loạn ở đảo này thời trung cổ. Các người ly khai nổi tiếng là Høgni Nev, Rògvi Skel, Hálvdan Ulvsson từ thôn Hattarvík và Sjúrður við kellingar, từ thôn Kirkja. Các người này kiểm soát và phá hoại phần phía bắc của Quần đảo. Tất cả bốn người này sau đó bị bắt và 3 người nêu trên bị xử tử, riêng Sjúrður við kellingar vì ít bạo động hơn nên được ân xá, nhưng ông ta đã xin cùng được xử tử với 3 người kia.

## Truyền thuyết
Theo truyền thuyết dân gian thì đảo Fugloy vốn là 1 đảo trôi nổi, có các phù thủy cư ngụ. Nhiều lần người ta đã tìm cách lại gần đảo, nhưng đều bị các phù thủy ném đá và phù phép không cho các người trên thuyền lại gần. Một thời gian dài sau đó, có 1 giáo sĩ Thiên Chúa giáo cùng ít người khác chèo thuyền tới đảo. Khi các phù thủy thấy thuyền này lại gần liền quăng đá và phù phép, khiến cho các người khác sợ muốn rút lui, vị giáo sĩ liền liều ném quyển kinh Thánh vào các phù thủy. Khi quyển kinh Thánh rơi xuống đất trước mặt các phù thủy thì mặt đất rung chuyển và đảo ngừng trôi nổi, đồng thời các phù thủy biến thành các đồi cỏ. Sau đó người ta tới đây cư ngụ.

## Các núi
| Tên      | Độ cao |
| -------- | ------ |
| Klubbin  | 620 m  |
| Norðberg | 549 m  |
| Mikla    | 420 m  |

## Thư viện ảnh

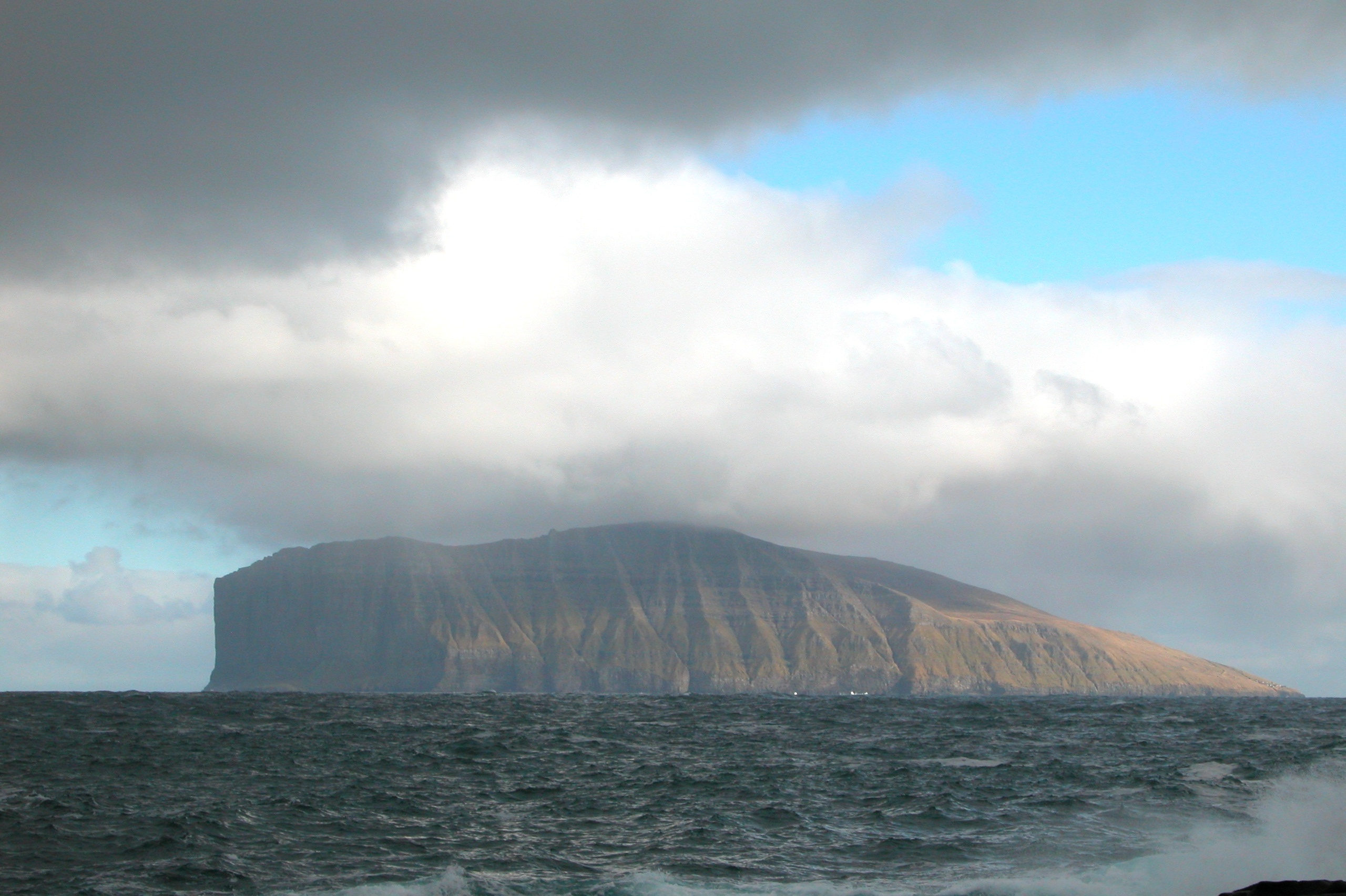
Đảo Fugloy
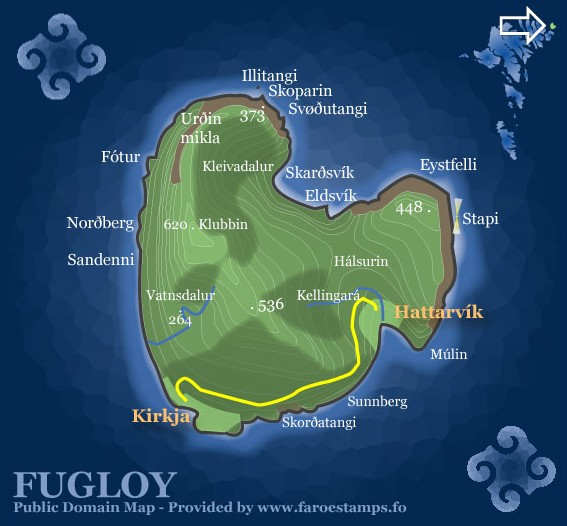
Đảo Fugloy
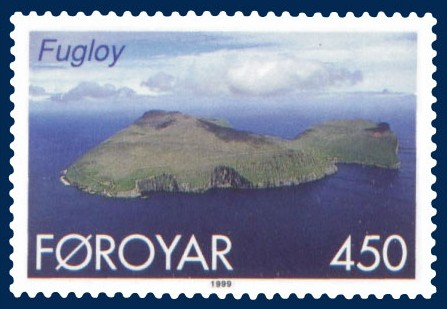
Đảo Fugloy trên tem thư của Faroe phát hành năm 1999